# Irena Lichnerowicz
Irena Maria Lichnerowicz (ur. 16 maja 1974 w Brodnicy) – polska urzędniczka państwowa i dyplomatka, w latach 2018–2023 ambasador RP na Cyprze.

## Życiorys
Ukończyła anglistykę na Uniwersytecie Mikołaja Kopernika w Toruniu oraz studium kulturoznawcze na Uniwersytecie w Angers, a także studia europejskie w Bath.
W latach 1999–2005 była zatrudniona w Kancelarii Prezydenta RP, najpierw w Biurze Spraw Międzynarodowych, a następnie w Zespole Protokolarnym Prezydenta. W 2005 przeszła do Ministerstwa Spraw Zagranicznych. W latach 2010–2014 pełniła funkcję zastępczyni dyrektora Protokołu Dyplomatycznego, a od 2014 do 2018 dyrektorki. Odpowiadała za przygotowania do organizacji m.in. szczytu NATO w Warszawie (2016), Światowe Dni Młodzieży (2016), obchody 70. rocznicy zakończenia II wojny światowej, kilkadziesiąt wizyt przyjazdowych i wyjazdowych oraz spotkań wielostronnych. 5 września 2018 została ambasadorem RP na Cyprze. Listy uwierzytelniające złożyła 14 listopada 2018. Odwołana ze skutkiem na 18 sierpnia 2023. 4 września 2023 została ponownie dyrektorką Protokołu Dyplomatycznego MSZ.  
Zna biegle języki: angielski, francuski oraz włoski; w stopniu podstawowym zaś rosyjski i niemiecki.

## Odznaczenia
Polskie
- Brązowy Krzyż Zasługi (2005)[7]
- Srebrny Krzyż Zasługi (2012)[8]
- Medal Stulecia Odzyskanej Niepodległości (2022)[9]
- Złota Odznaka „Zasłużony dla Krajowej Administracji Skarbowej” (2022)[9]
- Medal 30-lecia Dowództwa Garnizonu Warszawa (Polska, 2025)[potrzebny przypis]

Zagraniczne
- Oficer Orderu Leopolda II (Belgia, 2004)[3]
- Krzyż Kawalerski Orderu Zasługi (Niemcy, 2005)[3]
- Komandor Orderu Zasługi Republiki Włoskiej (Włochy, 2014)[10]
- Oficer Orderu Korony (Belgia, 2015)[3]
- Krzyż Komandorski Orderu Białej Róży Finlandii (Finlandia, 2023)[11]
- Krzyż Komandorski Orderu Lwa Finlandii (Finlandia, 2015)[3]
- Komandor z Gwiazdą Orderu Zasługi, (Norwegia, 2016)[12]
- Wielki Komandor Orderu Makariosa III(inne języki) (Cypr, 2021)[9]
- Komandor Krzyża Uznania (Łotwa, 2025)[13]
- Order Krzyża Ziemi Maryjnej III klasy (Estonia, 2025)[14]